# Donald D. Clancy

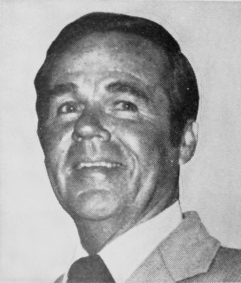
Donald D. Clancy (1975)

Donald Daniel Clancy (* 24. Juli 1921 in Cincinnati, Ohio; † 12. Juni 2007 ebenda) war ein US-amerikanischer Politiker.

## Leben
Clancy studierte an der Xavier University in seiner Heimatstadt und besuchte die Law School der University of Cincinnati, an der er 1948 sein Studium abschloss. Im selben Jahr wurde er in die Anwaltschaft aufgenommen. Von 1952 bis 1960 gehörte er dem Stadtrat von Cincinnati und war in dieser Zeit von 1958 bis 1960 Bürgermeister der Stadt.
Clancy wurde als Republikaner in den Kongress gewählt und vertrat dort vom 3. Januar 1961 bis zum 3. Januar 1977 den Bundesstaat Ohio im US-Repräsentantenhaus. Bei den Wahlen 1976 konnte er sein Mandat nicht verteidigen.